# مهشمة الرأس

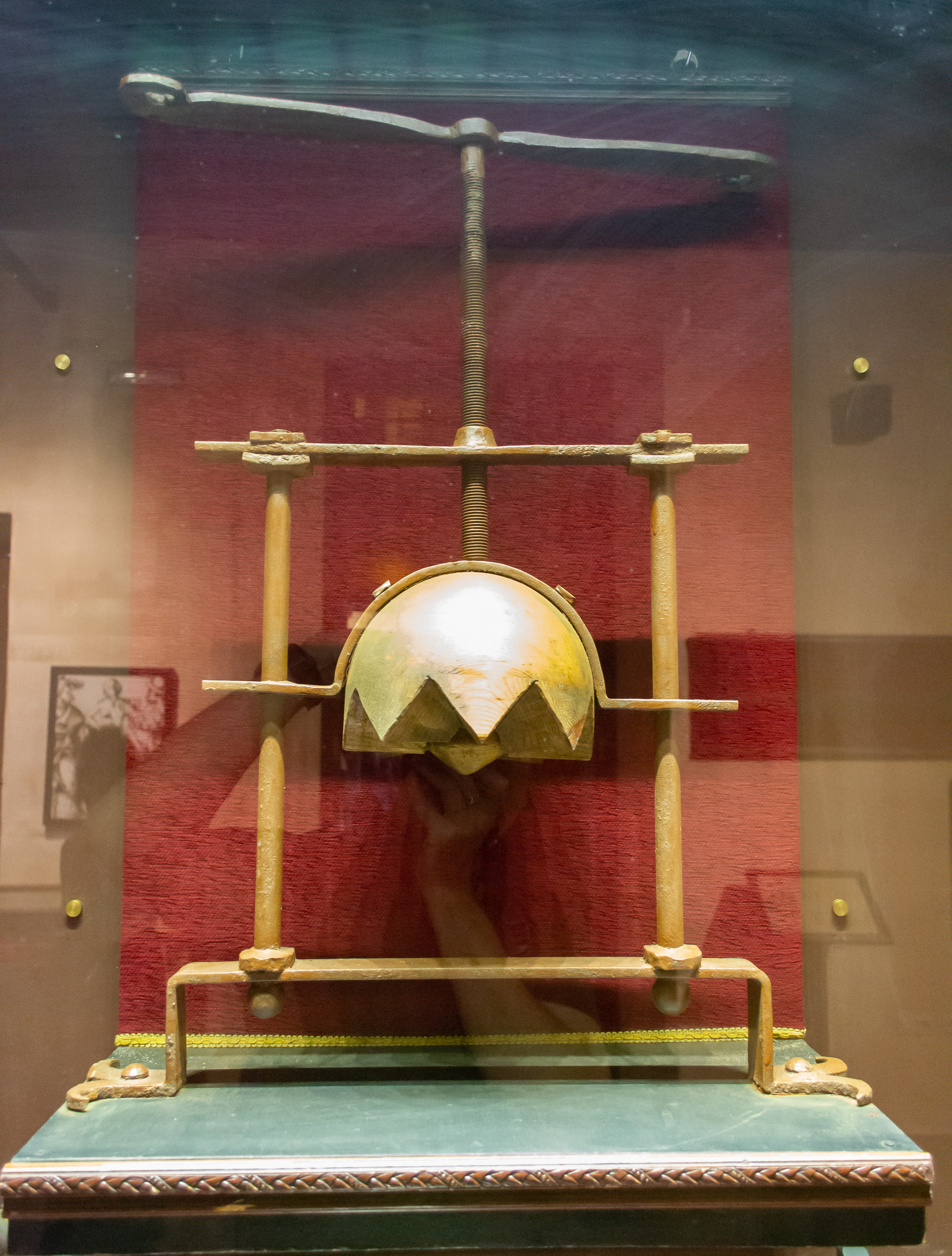
صورة لآلة تهشيم الرأس معروضة في قصر منسي غرناطة.

مُهشمة الرأس أو آلة تهشيم الرأس (بالإنجليزية: Head crusher)‏، هو جهاز للإعدام والتعذيب، يكون الإعدام بأن يُوضع المجني عليه على المقعد ويُوضع رأسه تحت الآلة ويتم الضغط على رأسه بلف العامود حتى تتهشم عظام الجمجمة، ويُقال بأنه جهاز ألماني النشأة، وصُنع لأول مرة في 1530، تتسبب هذه الآلة في نهايتها إلى الموت، أو إلى التشويه الدائم بسبب تكسر عظام الوجه في حال لم يزداد الضغط على الرأس.